# Yang Tao
Yang Tao là một xã thuộc huyện Lắk, tỉnh Đắk Lắk, Việt Nam.
Xã có diện tích 68,79 km², dân số năm 1999 là 5890 người, mật độ dân số đạt 86 người/km².